# Джордж Мейл
Джордж Мейл (англ. George Male, 8 травня 1910, Лондон — 19 лютого 1998) — англійський футболіст, що грав на позиції захисника.
Один із лідерів зіркового «Арсеналу» Герберта Чепмена, з яким став шестиразовим чемпіоном Англії, володарем Кубка Англії та триразовим володарем Суперкубка Англії. Також грав за національну збірну Англії.

## Клубна кар'єра
Народився в лондонському районі Вест-Гем і тренувався в місцевому клубі «Вест Гем Юнайтед», проте контракт йому запропонований не був. Після цього він виступав за аматорський клуб «Клептон», а у листопаді 1929 року став гравцем «Арсенала», підписавши аматорський контракт, а травні 1930 року уклав професійний контракт. 27 грудня 1930 року дебютував в основному складі «Арсеналу» у матчі проти «Блекпула». У сезоні 1930/31 (в якому «Арсенал» вперше виграв чемпіонський титул) провів за команду 3 матчі, у сезоні 1931/32 — дев'ять матчів, зазвичай замінюючи Боба Джона на позиціях лівого хавбека або лівого крайнього нападника. 1932 року Мейл зіграв у фіналі Кубка Англії на позиції лівого хавбека, але «Арсенал» програв у тому матчі з рахунком 1:2 клубу «Ньюкасл Юнайтеду».
У 1932 році, коли основний правий захисник «Арсеналу» Том Паркер вже підходив до завершення кар'єри, а його заміна, Леслі Комптон, не виглядав рівноцінною заміною, Мейл був перетворений з лівого півзахисника на правого захисника тренером «Арсеналу» Гербертом Чепменом. Головний тренер переконав Джорджа, що зміна позиції піде йому і команді на користь і що Мейл потенційно є кращим правим захисником в Англії. В результаті Джордж став регулярно грати в основному складі «Арсеналу», проводячи не менше 35 матчів у сезоні у наступні сім років. За цей період «каноніри» виграли чотири чемпіонські титули (у сезонах 1932/33, 1933/34, 1934/35 та 1937/38), а також Кубок Англії у сезоні 1935/36. Також Мейл виграв три Суперкубки Англії у 1933, 1934 і 1938 роках.
Наприкінці 1930-х років Мейл став капітаном «Арсеналу». Після скасування офіційних турнірів у 1939 році через Другу світову війну Мейл, якому тоді було 29 років і який був на піку кар'єри,  грав і далі за «канонірів» у військових турнірах, зігравши понад 200 неофіційних матчів за клуб, а також проходив службу в Королівських ВПС у Палестині. На момент відновлення чемпіонату 1946 року Мейлу було вже 36 років і він вже не міг повернути свою колишню форму. У сезоні 1946/47 він зіграв за «канонірів» 15 матчів, а наступного чемпіонського сезону 1947/48 — 8 матчів, ставши першим гравцем в історії Футбольної ліги, який зіграв у шести чемпіонських сезонах свого клубу. Свій останній матч за клуб він провів у травні 1948 року проти «Грімсбі Таун». Загалом він провів за «Арсенал» 318 офіційних матчів, не забивши жодного голу.

## Виступи за збірну
14 листопада 1934 року дебютував в офіційних матчах у складі національної збірної Англії у переможному матчі проти збірної Італії, переможця чемпіонату світу 1934 року, який отримав назву «Битва на Гайбері».
Загалом протягом кар'єри в національній команді, яка тривала 6 років, провів у її формі 19 матчів.

## Подальше життя
Після завершення кар'єри гравця Мейл працював у тренерському штабі «Арсеналу» з юнацькими та резервними командами клубу. Згодом був скаутом клубу і зокрема привів у клуб молодого Чарлі Джорджа. У 1975 році залишив клуб, після чого жив у Йоркширі. Пізніше емігрував до Канади, де проживав його син.
Помер 19 лютого 1998 року на 88-му році життя.

## Титули і досягнення
- Чемпіон Англії (6):

«Арсенал»: 1930/31, 1932/33, 1933/34, 1934/35, 1937/38, 1947/48
- Володар Кубка Англії (1):

«Арсенал»: 1935/36
- Володар Суперкубка Англії (5):

«Арсенал»: 1930, 1931, 1933, 1934, 1938